# 天眞正伝自源流
天眞正自源流（てんしんしょうじげんりゅう）は、自源斎一任自一坊を始祖とする剣術である。
その根源を鹿島の太刀「白源流」自源斎一任自一坊とし、流儀の確立者を「瀬戸口備前之守政基」としている。 瀬戸口備前守は永禄のころ自らの流儀を確立した。流儀の伝承口伝によると薩州伊王滝において自源坊から妙旨を授けられ、一流を立てて「天眞正自源流」といった。瀬戸口氏は大隅国姶良郡蒲生郷正八幡若宮社の社家である。